# JMA-Skala
Die JMA-Skala (jap. 気象庁震度階級, kishō-chō shindo kaikyū, dt. „Erdbebenstärkenklassen nach Japan Meteorological Agency (JMA)“) ist die von der JMA und dem taiwanischen CWB (Central Weather Bureau) verwendete Intensitätsskala für Erdbeben.
Eine erste Skala mit vier Intensitätsstufen wurde 1884 von der JMA entwickelt. Nach mehreren Erweiterungen wurde 1951 auf der Grundlage der 1900 von Fusakichi Ōmori entwickelten Ōmoriskala eine neue Skala von der JMA erarbeitet, deren sieben Stufen auf Grenzwerten für die maximale Bodenbeschleunigung beruhen. Seit 1996 verwendet die JMA nun die Skala in ihrer heutigen Form.
Anders als Magnitudenskalen, z. B. die häufig zitierte Richterskala, beschreiben Intensitätsskalen wie die JMA-Skala, die EMS-Skala oder die Mercalliskala die Auswirkungen eines Erdbebens an der Oberfläche und können deshalb für ein einzelnes Beben an verschiedenen Orten unterschiedliche Stärken wiedergeben. Sie sollten daher nicht mit Magnituden-Skalen, insbesondere auch nicht mit der JMA-Magnituden-Skala verwechselt werden.
Bei Erdbeben in Japan werden die Erdbeben inzwischen auf der Grundlage automatischer Messungen erfasst und die Intensität bestimmt, indem die Beschleunigungen frequenzgefiltert und in eine „gemessene Erdbebenstärke“ (計測震度, keisoku shindo) umgerechnet werden. Die errechneten Werte werden entsprechend definierter Grenzwerte auf die JMA-Skala übertragen. Dann werden von der JMA (und bei stärkeren Beben zusätzlich von den Massenmedien) neben der Magnitude Karten mit Intensitäten für alle Messstationen veröffentlicht.
Die einzelnen Stufen (shindo kaikyū) der JMA-Skala sind wie folgt beschrieben:
| Shindo (Intensität) | Menschen                                                                                   | Situation in Gebäuden | Situation im Freien | Holzhäuser | Häuser aus Stahlbeton | Strom-, Gas-, Wasserleitungen | Boden und Abhänge                                                                                      |
| ------------------- | ------------------------------------------------------------------------------------------ | --- | --- | --- | --- | --- | --- |
| 0                   | nicht wahrnehmbar                                                                          | | | | | | |
| 1                   | für manche Menschen spürbar                                                                | | | | | | |
| 2                   | für viele Menschen spürbar, kann Schlafende wecken                                         | Deckenlampen und andere hängende Objekte können etwas pendeln | | | | | |
| 3                   | für die meisten Menschen spürbar, löst bei manchen Menschen Angst aus                      | Geschirr in Regalen kann scheppern | Stromleitungen schwingen etwas | | | | |
| 4                   | löst verbreitet Angst aus, manche Menschen suchen Schutz, die meisten Schlafenden erwachen | hängende Objekte pendeln erheblich, Geschirr scheppert, instabil aufgestellte Schmuckgegenstände (jap. 置物, okimono, Gegenstände in einem Tokonoma) können umfallen                                                  | Stromleitungen schwingen stark, auch für gehende Menschen spürbar, einige Autofahrer bemerken das Beben                                                                                     | | | | |
| 5-                  | viele Menschen suchen Schutz, manche Menschen haben Mühe sich fortzubewegen                | hängende Objekte pendeln erheblich, Geschirr und Bücher können aus Regalen fallen, viele instabil aufgestellte Schmuckgegenstände fallen um, Möbel können verrutschen                                                 | Fensterscheiben können zerbrechen und herunterfallen, Telegrafen- und Strommasten wackeln sichtbar, unverstärkte Steinmauern können zusammenbrechen, gelegentlich Straßenschäden            | in schwach erdbebengeschützten Häusern gelegentlich beschädigte Mauern oder Pfeiler                                                           | in schwach erdbebengeschützten Häusern gelegentlich Risse in Wänden | in manchen Häusern Sicherheitsabschaltung der Gasversorgung, vereinzelt Ausfall der Wasserversorgung wegen Leitungsschäden (Stromausfall für einzelne Haushalte) | kann Risse in weichem Boden verursachen, im Bergland gelegentlich Steinschlag und kleinere Rutschungen |
| 5+                  | löst Panik aus, viele Menschen haben Mühe sich fortzubewegen                               | Geschirr und Bücher fallen aus Regalen, Fernseher können vom Gestell fallen, schwere Möbel wie Kommoden können umfallen, gelegentlich lassen sich verzogene Türen nicht mehr öffnen, Schiebetüren können herausfallen | viele unverstärkte Steinmauern brechen zusammen, schlecht aufgestellte Automaten können umfallen, viele Grabsteine stürzen um, Fahrzeuge zu steuern wird schwierig und viele bleiben stehen | schwach erdbebengeschützte Häuser können aufgrund von beschädigten Mauern oder Pfeilern schief stehen                                         | in schwach erdbebengeschützten Häusern zum Teil große Risse in Wänden, Streben und Pfeilern, auch in erdbebengesicherten Häusern gelegentlich Risse                              | in Gaszuleitungen der Haushalte und Hauptwasserleitungen können Schäden entstehen (in manchen Gegenden Ausfall der Wasser- und Gasversorgung)                    | kann Risse in weichem Boden verursachen, im Bergland gelegentlich Steinschlag und kleinere Rutschungen |
| 6-                  | aufrechtes Stehen ist erschwert                                                            | ungesicherte schwere Möbel verrutschen oder fallen um, viele Türen lassen sich nicht mehr öffnen | oft werden Fensterscheiben und Ziegel beschädigt und fallen herunter | schwach erdbebengeschützte Häuser können einstürzen, auch erdbebengesicherte Häuser tragen gelegentlich Schäden an Mauern oder Pfeilern davon | in schwach erdbebengeschützten Häusern zum Teil einstürzende Wände und Pfeiler, auch in erdbebengesicherten Häusern können große Risse in Wänden, Streben und Pfeilern auftreten | Schäden in den Gaszuleitungen der Haushalte und Hauptwasserleitungen (in manchen Gegenden Ausfall der Strom-, Wasser- und Gasversorgung)                         | kann Erdspalten und Erdrutsche auslösen                                                                |
| 6+                  | Stehenbleiben wird unmöglich, nur noch krabbelnde Fortbewegung ist möglich                 | fast alle ungesicherten schweren Möbel verrutschen oder fallen um, Türen können herausspringen und weggeschleudert werden                                                                                             | verbreitet werden Fensterscheiben und Ziegel beschädigt und fallen herunter, unverstärkte Steinmauern brechen verbreitet zusammen                                                           | viele schwach erdbebengeschützte Häuser stürzen ein, auch erdbebengesicherte Häuser tragen häufig Schäden an Mauern oder Pfeilern davon       | schwach erdbebengeschützte Häuser können einstürzen, auch in vielen erdbebengesicherten Häusern können Wände und Pfeiler einstürzen                                              | Schäden in Hauptgasleitungen und Wasserwerken möglich (in manchen Gegenden Stromausfälle, verbreitet Ausfall der Wasser- und Gasversorgung)                      | kann Erdspalten und Erdrutsche auslösen                                                                |
| 7                   | gezielte Fortbewegung wird durch das Beben unmöglich                                       | fast alle Möbel werden bewegt, einige fliegen durch die Luft | fast alle Fensterscheiben und Ziegel werden beschädigt und fallen herunter, auch verstärkte Steinmauern können einstürzen                                                                   | auch einige erdbebengesicherte Häuser stehen schief oder tragen schwere Schäden davon                                                         | auch einige erdbebengesicherte Häuser stehen schief oder tragen schwere Schäden davon                                                                                            | (weit verbreitet Ausfall der Strom-, Gas- und Wasserversorgung)                                                                                                  | große Erdspalten, Erd- und Bergrutsche und sogar Veränderungen der Topographie möglich                 |

## Intensität 7
Die höchste Intensität der JMA-Skala wurde 1949 nach einem Erdbeben im Vorjahr mit über 35.000 zerstörten Gebäuden in der Präfektur Fukui eingeführt. Zum ersten Mal wurde sie beim Erdbeben von Kobe 1995 erreicht. Zwar wurde durch Messgeräte eine geringere Intensität gemessen, anhand der Verwüstungen wurde das Erdbeben dennoch als Intensität 7 angegeben. Zum zweiten Mal wurde Shindo 7 am 23. Oktober 2004 bei einem Erdbeben der Stärke 6,8 in der Präfektur Niigata erreicht. Auch das Tohoku-Erdbeben 2011 erreichte an einer Messstation Shindo 7. Ein weiteres Mal wurde die höchste Intensität bei den Erdbeben in Kumamoto im April 2016 erreicht. Sowohl eines der Vorbeben am 14. April als auch das Hauptbeben mit der Stärke 7,0 am 16. April erreichten Shindo 7. Das Hokkaido-Erdbeben 2018 erreichte in der Gemeinde Atsuma ebenfalls Intensität 7 auf der Shindo Skala. Zuletzt erreichte das Noto-Erdbeben am 1. Januar 2024 in der Gemeinde Shika Intensität 7.
Weitere Erdbeben, die vor der Einführung von Shindo 7 stattfanden, haben jene Stärke erreicht. Darunter befindet sich auch das Kanto-Erdbeben 1923. Außerdem könnten einige Erdbeben in Gebieten, die nicht mit Messgeräten ausgestattet sind, Intensität 7 erreicht haben, darunter das Iwate-Erdbeben 2008 und das Niigata-Chuetsu-Erdbeben 2007. Die folgende Tabelle listet einige weitere Erdbeben der jüngeren Vergangenheit, für die lokal eine Intensität von >6 festgestellt wurde.
| Datum (Ortszeit)  | Orte mit Intensität 7                        | Präfektur | Magnitude (Mjma) |
| ----------------- | -------------------------------------------- | --------- | ---------------- |
| 1. Januar 2024    | Shika (Kano), Wajima (Monzen)                | Ishikawa  | 7,6              |
| 6. September 2018 | Atsuma (Shikanuma)                           | Hokkaido  | 6,7              |
| 14. April 2016    | Mashiki (Miyazono)                           | Kumamoto  | 6,5              |
| 16. April 2016    | Mashiki (Miyazono), Nishihara (Komori)       | Kumamoto  | 7,3              |
| 11. März 2011     | Kurihara (Tsukidate)                         | Miyagi    | 9,0              |
| 23. Oktober 2004  | Nagaoka (Higashikawaguchi)                   | Niigata   | 6,8              |
| 17. Januar 1995   | Awaji, Kobe, Ashiya, Nishinomiya, Takarazuka | Hyogo     | 7,3              |